# Parada de Rubiales
Parada de Rubiales és un municipi de la província de Salamanca a la comunitat autònoma de Castella i Lleó. Limita al nord i est amb Fuentesaúco i Cañizal, al sud amb Espino de la Orbada i La Orbada i a l'oest amb Aldeanueva de Figueroa.

## Demografia
| 1991 | 1996 | 2001 | 2004 |
| ---- | ---- | ---- | ---- |
| 403  | 363  | 352  | 324  |